# Tyrnau, Steiermark
Tyrnau är en ort i kommunen Fladnitz an der Teichalm i distriktet Weiz i förbundslandet Steiermark i Österrike. Tyrnau var tidigare en självständig kommun i distriktet Graz-Umgebung, men blev den 1 januari 2015 en del av kommunen Fladnitz an der Teichalm. Till kommunen hörde också orten Nechnitz.